# Pawło Łazarenko
Pawło Iwanowycz Łazarenko, ukr. Павло Іванович Лазаренко (ur. 23 stycznia 1953 w Karpiwce) – ukraiński polityk, w latach 1996–1997 premier Ukrainy.

## Życiorys
W 1978 ukończył studia w instytucie rolniczym w Dniepropetrowsku. W 1997 uzyskał stopień doktora nauk ekonomicznych. W latach 1978–1984 był dyrektorem kołchozu. Kierował obwodową administracją rolną, był też etatowym działaczem partii komunistycznej. W 1990, 1994 i 1998 uzyskiwał mandat deputowanego do Rady Najwyższej. Do parlamentu III kadencji dostał się z ramienia partii Hromada, którą założył w 1998 i w której objął funkcję przewodniczącego.
Był przedstawicielem prezydenta w obwodzie dniepropetrowskim (1992–1995) i gubernatorem tego obwodu (1995). We wrześniu 1995 objął stanowisko pierwszego wicepremiera, od 28 maja 1996 do 2 lipca 1997 pełnił funkcję premiera Ukrainy. 16 lipca 1996 miał miejsce nieudany zamach na jego życie.
W lutym 1999 Rada Najwyższa odebrała mu immunitet poselski. Wcześniej w tym samym miesiącu polityk wyjechał do USA, został zatrzymany na lotnisku w Nowym Jorku, gdzie posłużył się paszportem obywatela Panamy. W lutym 2002 parlament wygasił jego mandat poselski, w tym czasie prowadzono postępowanie dotyczące związku byłego premiera z zabójstwami Jewhena Szczerbania i Wadyma Het´mana. W międzyczasie został tymczasowo aresztowany w USA, gdzie prowadzono przeciwko niemu postępowanie dotyczące prania brudnych pieniędzy i oszustw. W 2003 po ponad 4 latach został zwolniony za poręczeniem majątkowym. W 2004 osadzono go w areszcie domowym. W sierpniu 2006 sąd w San Francisco skazał go za blisko 30 przestępstw na karę 9 lat pozbawienia wolności za defraudację. Karę odbywał później w warunkach zakładu karnego, został zwolniony 1 listopada 2012. Wkrótce na pewien czas został osadzony w zamkniętym ośrodku dla imigrantów, po zwolnieniu pozostał w USA.

## Odznaczenia
- Order Księcia Jarosława Mądrego V klasy (1995)[1]